# Grenadas fotbollsförbund
Grenadas fotbollsförbund, officiellt Grenada Football Association, är ett specialidrottsförbund som organiserar fotbollen på Grenada.
Förbundet grundades 1924 och gick med i Concacaf 1978. De anslöt sig till Fifa år 1978. Grenadas fotbollsförbund har sitt huvudkontor i staden Saint George's.